# Heiliger Nagel

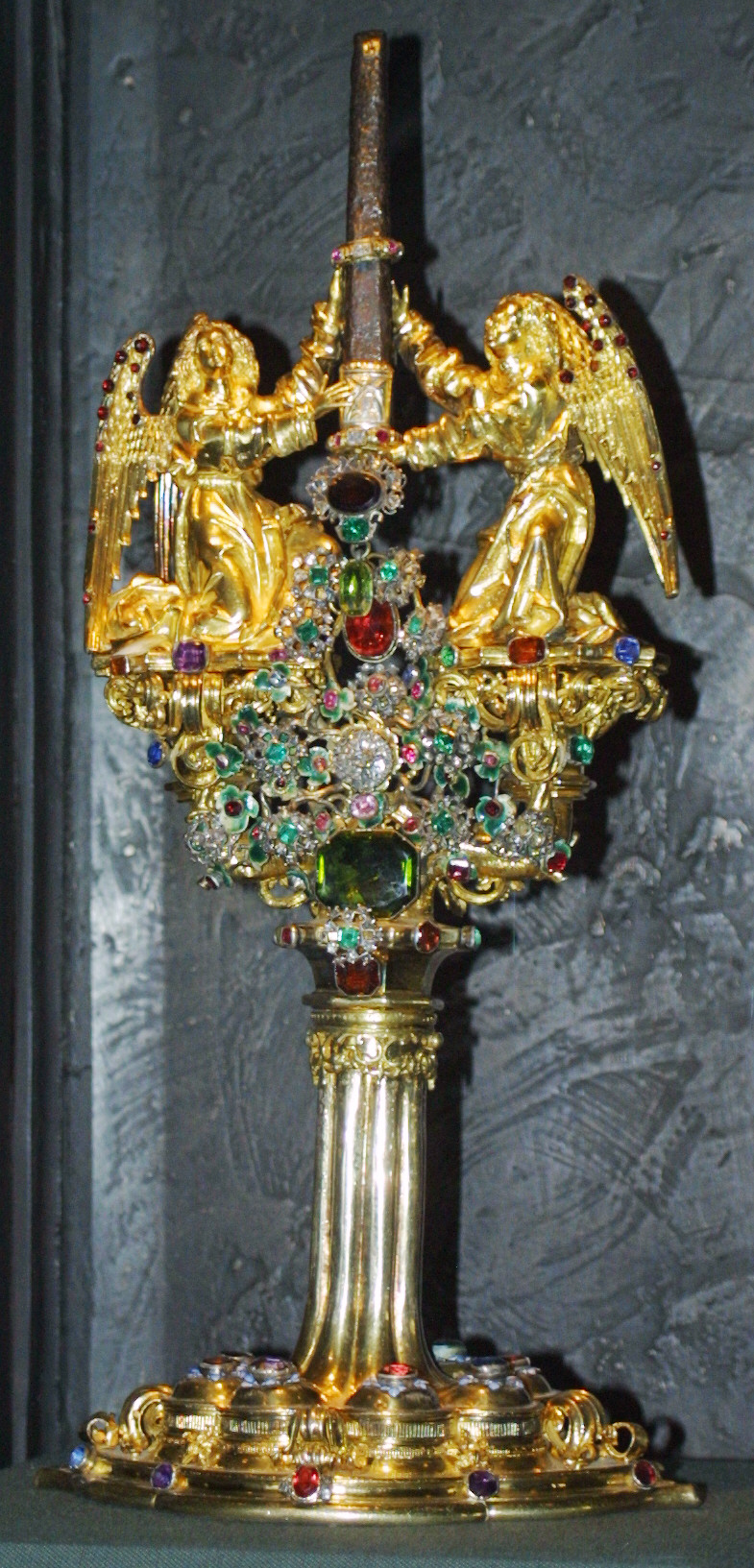
Der Heilige Nagel im Bamberger Dom

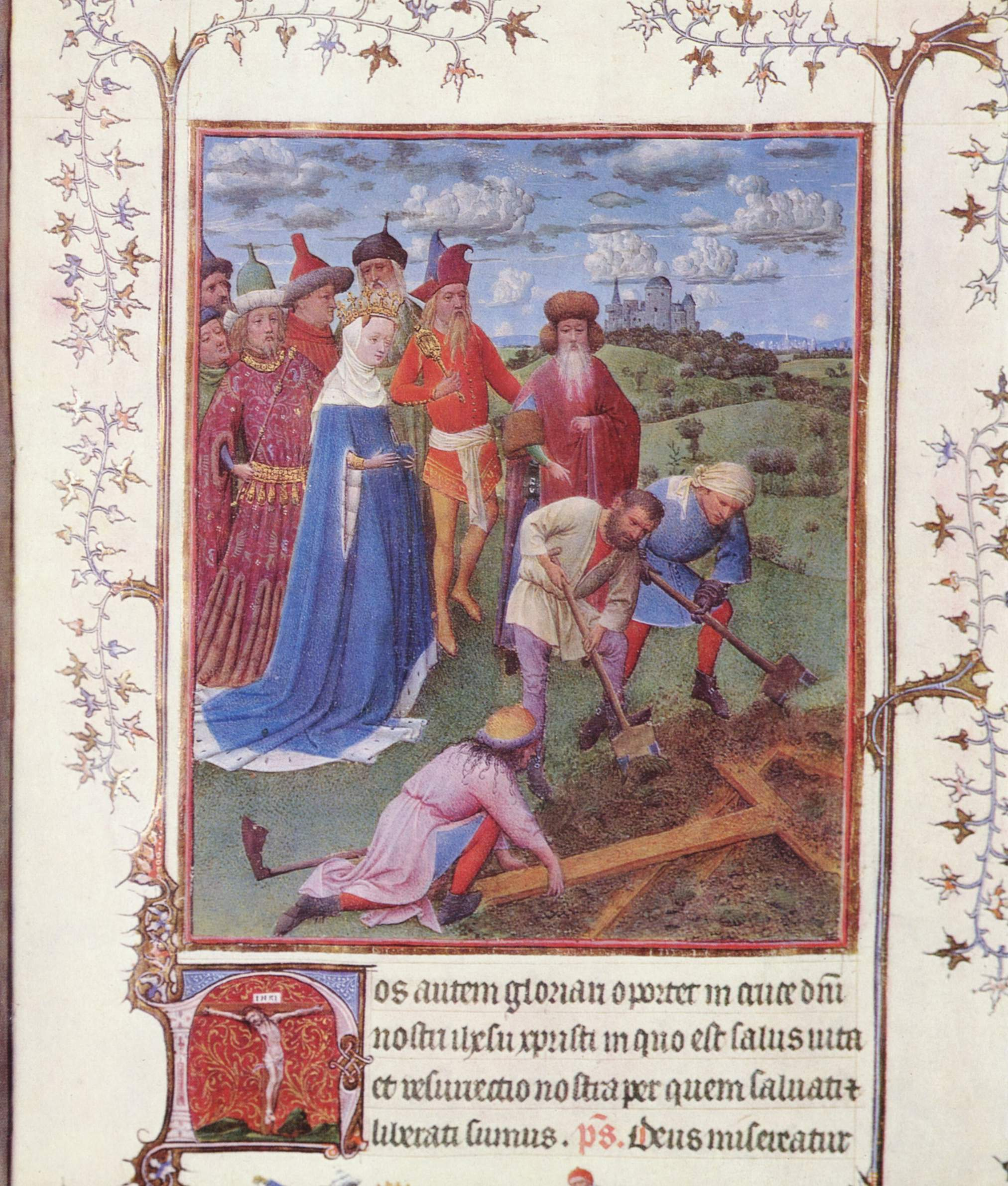
Jan van Eyck: Auffindung des Kreuzes Christi durch Kaiserin Helena, Turin-Mailänder Stundenbuch, um 1422

Die Heiligen Nägel gehören zu den bedeutenden Christusreliquien der katholischen Kirche. Mit diesen Nägeln soll Jesus Christus an das Kreuz geschlagen worden sein. Die Heiligen Nägel stehen im direkten Bezug zum Leiden und Blut Christi und genießen aus diesem Grunde eine besondere Verehrung.

## Geschichte
Der Legende nach wurde Jesus Christus mit den Heiligen Nägeln an das Kreuz geschlagen. Nach der Kreuzabnahme sollen die Nägel zusammen mit dem Kreuz vergraben worden sein. Die Auffindung der Heiligen Nägel ist durch Aufzeichnungen Bischofs Gelasius von Caesarea und Rufinus von Aquileia überliefert. Demnach ließ Helena, die Mutter von Konstantin dem Großen, im Heiligen Land nach Gegenständen suchen, die mit dem Leiden und Sterben Christi in direktem Zusammenhang standen. Zusammen mit dem Heiligen Kreuz sollen auch die Nägel im Jahre 325 gefunden worden sein und durch ein Lichtwunder im Beisein Helenas und des historisch nicht nachweisbaren Bischofs Judas Cyriacus von Jerusalem identifiziert worden sein. Helena sandte die Nägel zusammen mit einem Teil des Kreuzes an ihren Sohn Konstantin den Großen. Einen der Nägel ließ er in seine Eiserne Krone einarbeiten, die übrigen in die Zügel seines Zaumzeugs. Später gingen die Heiligen Nägel durch Schenkungen an andere Besitzer über. Insgesamt erheben 29 bis 34 Stätten Anspruch auf den Besitz Heiliger Nägel. Ein Teil dieser Nägel könnte von der Holzkonstruktion des Kreuzes selbst stammen, wie der Fußbank, dem Sitzpflock, oder dem Titulus crucis INRI-Tafel. Ein weiterer Teil der Heiligen Nägel sind vermutlich Berührungsreliquien, also hinzugefügte Nägel, die einen der Heiligen Nägel Christi berührt hatten. Unter anderen ließ Bischof Karl Borromäus von Mailand acht Nägel nach dem Mailänder Nagel anfertigen und verteilen. Ein weiterer Grund für die große Zahl Heiliger Nägel ist, dass sie möglicherweise nicht vom Kreuz Christi stammten, sondern aus der Leidensgeschichte anderer Märtyrer und dass teilweise die Nägel zerteilt wurden und selbst winzige Feilspäne der Heiligen Nägel verehrt und in Reliquien oder Reliquiare eingearbeitet wurden. Ein weiterer Teil der Heiligen Nägel ist unbestimmter Herkunft.

## Verbleib
Reliquien der Heiligen Nägel finden sich heute an verschiedenen Orten.

### Dom von Monza

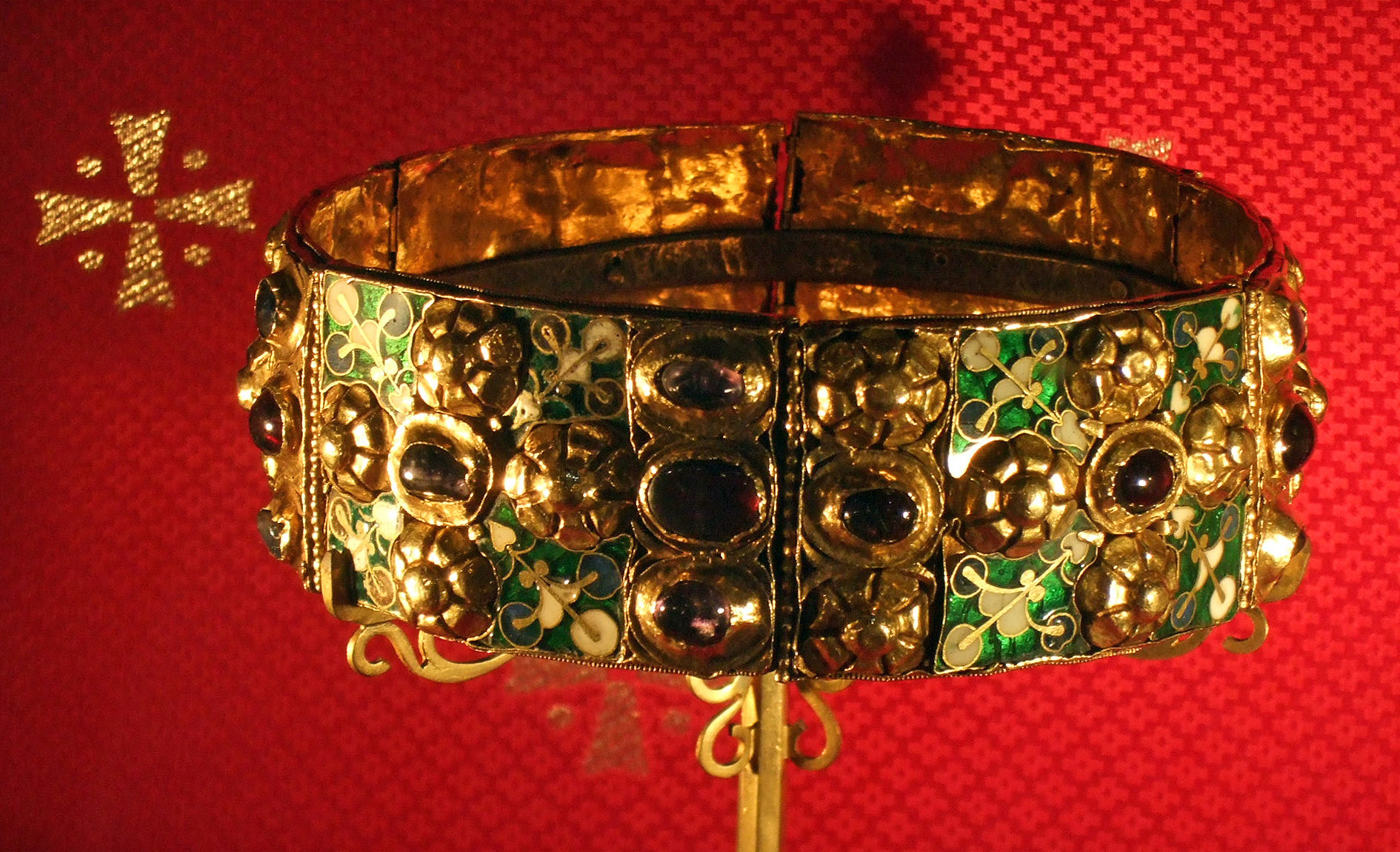
Die Eiserne Krone der Langobardenkönige in Monza

Die Eiserne Krone, die Königskrone der Langobarden im Domschatz von Monza enthält einen eisernen Ring, welcher der Sage nach aus einem der Nägel aus dem Kreuz Christi geschmiedet wurde.

### Bamberger Dom
Die Bamberger Nagel-Reliquie wird in der sogenannten Nagelkapelle im Bamberger Dom aufbewahrt. Wie der Nagel nach Bamberg kam, ist nicht überliefert. Die Reliquie wird erstmals 1260 in einer Rechnung erwähnt und befindet sich seither nachweislich im Bamberger Domschatz. Der Nagel hat eine Länge von etwa 11 cm, Kopf und Spitze sind abgebrochen. Im Jahr 1652 soll ein blind geborener Bauer nach der Berührung des heiligen Nagels sehend geworden sein.

### Carpentras

Wappen von Carpentras mit dem Heiligen Zaumzeug

Ein Nagel aus den Zügeln Konstantins des Großen soll sich im Domschatz der südfranzösischen Stadt Carpentras befinden. Diese Zügel finden sich auf dem Stadtwappen wieder.

### Colle di Val d’Elsa
Ein weiterer Nagel wird in der 972 erstmals erwähnten romanischen Kirche Pieve dei Santi Ippolito e Cassiano a Conèo in der italienischen Gemeinde Colle di Val d’Elsa aufbewahrt.

### Mailänder Dom
Unter der Gewölbespitze des Mailänder Doms wird in einem eigenen Tabernakel ein heiliger Kreuznagel aufbewahrt, der einmal jährlich zur Anbetung hervorgeholt wird.

### Santa Croce in Gerusalemme Rom
In der römischen Pilgerkirche Santa Croce in Gerusalemme befinden sich ein Heiliger Nagel neben kleinen Teilen des Kreuzes Christi, dem Kreuztitulus und weiteren Christusreliquien. Der Nagel hat einen vierkantigen, mäßig dicken Schaft, der sich zur Spitze hin verjüngt. Die Spitze ist abgebrochen und der Nagel hat eine Länge von etwa 12 cm, mit Spitze wären es etwa 16 cm. Der Kopf ist stark gewölbt. Dieser gleicht dem Nagel aus dem Trierer Dom am ehesten.

### Trierer Dom

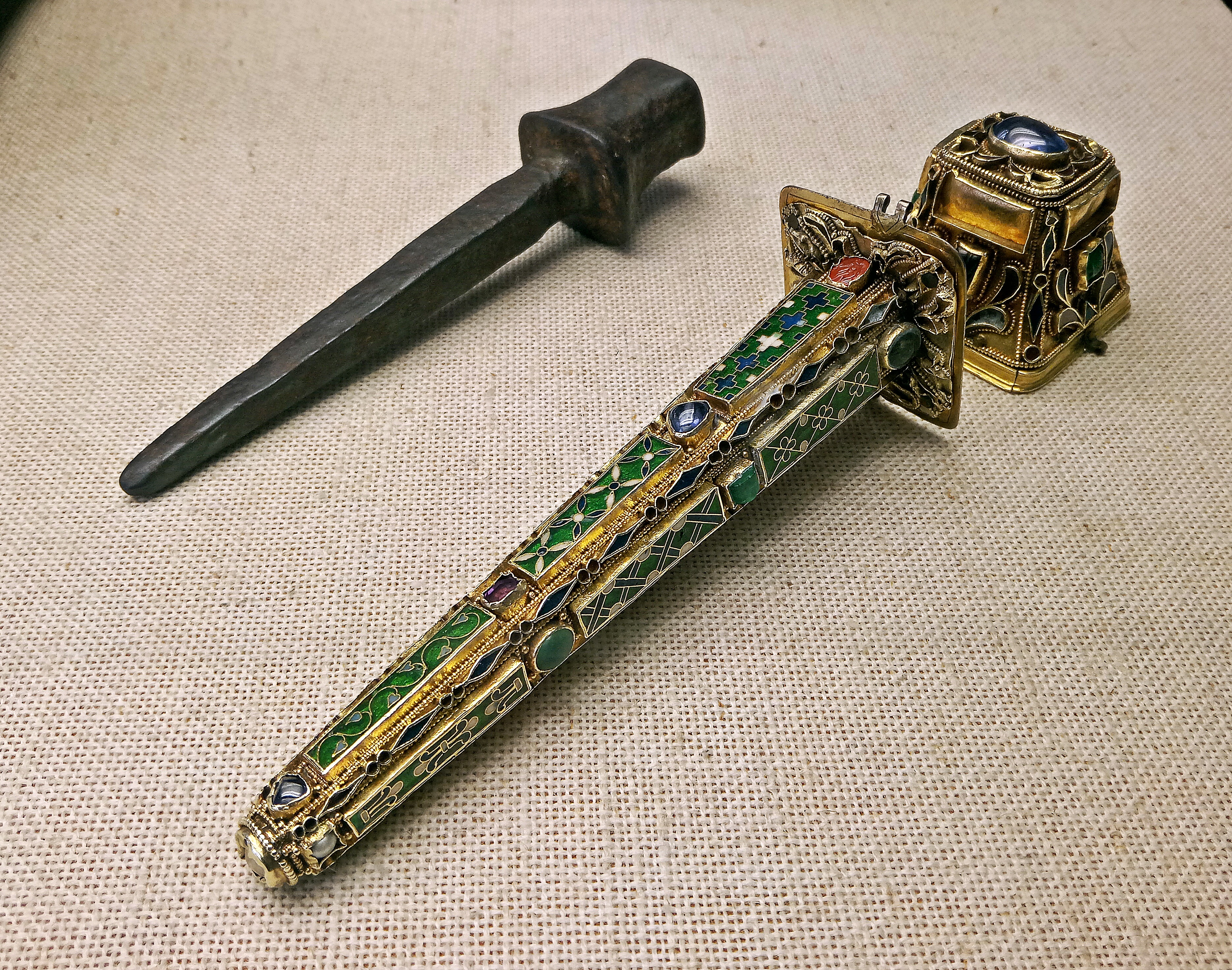
Heiliger Nagel mit Reliquienbehälter (Domschatz, Trierer Dom)

Der Legende nach besitzt der Trierer Dom seit dem 4. Jahrhundert einen von Kaiserin Helena geschenkten Heiligen Nagel. Erzbischof Egbert von Trier (977–993) ließ von einem Goldschmied ein prunkvolles Reliquiar anfertigen, das den Nagel passgenau aufnahm. Der Reliquienbehälter ist allseitig mit Edelsteinen und Emailleplatten verziert. Die äußere Gestalt des Reliquiars gibt die Form des Nagels wieder und gilt somit als sprechendes Reliquiar, das dem des Lesens unkundigen Betrachter Auskunft über seinen Inhalt gibt. Das Reliquiar hat einen aufklappbaren Deckel, der es ermöglicht, die Reliquie zu berühren oder den Gläubigen zu zeigen. Die Reliquie wurde im Andreas-Tragaltar aufbewahrt, bei Prozessionen mitgeführt und bei Heiltumsweisungen gezeigt. Durch Berührung der Reliquie sollen mehrfach Blinde geheilt worden sein. Die Reliquie des Heiligen Nagels wurde auch bei Eidesleistungen verwendet. Der Nagel hat eine Länge von 17 cm, wobei jedoch die Spitze fehlt, die sich Papst Leo IX. im Jahre 1049 bei einem Besuche Triers für seine frühere Bischofskirche in Toul erbat.

### Schatzkammer Wien

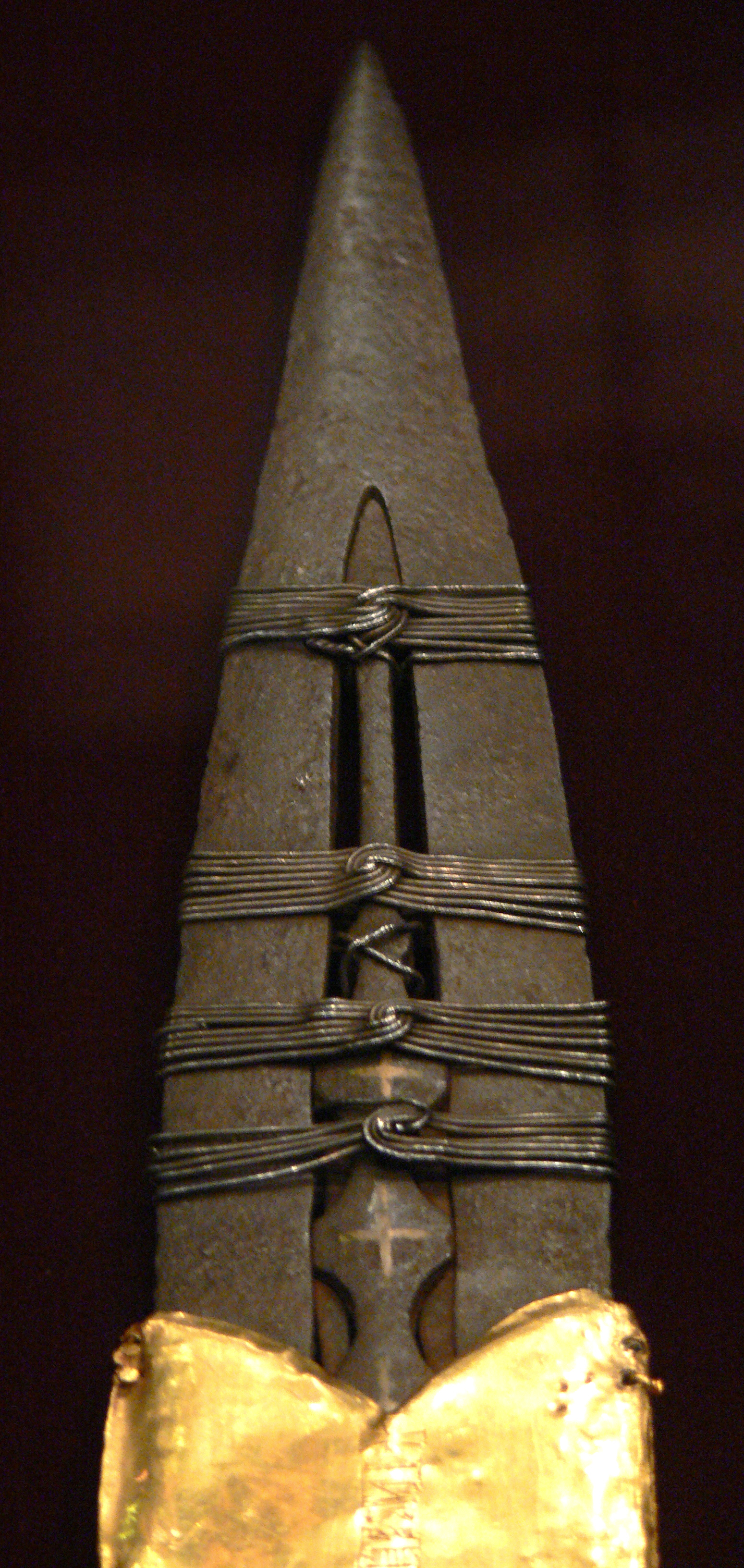
Der angebliche Nagel aus dem Kreuz Christi in der Heiligen Lanze der Schatzkammer Wien

Nach der Abschrift einer Urkunde soll dieser Nagel von König Konrad III. an Papst Innozenz II. übergeben worden sein. Die erste sichere Erwähnung der Wiener Nagel-Reliquie erfolgte in einem Reisebericht des sächsischen Gesandten Johann Sebastian Müller aus dem Jahre 1260. Lange Zeit galt, dass der in der Heiligen Lanze aus den Reichskleinodien des Heiligen Römischen Reichs eingearbeitete Nagel vom Kreuz Christi stammte, jedoch enthält die Lanze möglicherweise nur einen kleinen Partikel aus einem dieser Nägel. Die Reliquie wird in der Schatzkammer zu Wien aufbewahrt.

## Echtheit der Heiligen Nägel
Die Echtheit der Heiligen Nägel ist Gegenstand zahlreicher Diskussionen. Nach de Lorenzi besteht bei den Heiligen Nägeln von Rom und Trier die größte Wahrscheinlichkeit ihrer Echtheit. Gegen die Echtheit der Heiligen Nägel spricht unter anderem ihre unsichere Überlieferungsgeschichte und der nicht lückenlos nachweisbare Weg der einzelnen Nägel. Als weiteres Gegenargument kann angeführt werden, dass Zimmererarbeiten in der Antike überwiegend mit Holzriegeln oder -dübeln ausgeführt wurden und Eisen ein relativ kostbarer Rohstoff war, der nach Verwendung bei der Kreuzigung höchstwahrscheinlich wiederverwendet und nicht einfach mit dem Holzkreuz vergraben wurde.